# 한준서
한준서(1967년 ~ )는 KBS 드라마본부의 선임 프로듀서이다.

## 학력 및 경력
- 서강대학교 정치외교학과 학사
- KBS 드라마본부 PD

## 작품 활동
| 제작년도 | 방송 | 제목                                     | 역할          | 비고 |
| -------- | ---- | ---------------------------------------- | ------------- | ---- |
| 1998     | KBS2 | KBS 일요베스트 - 그 여자의 이불 한 채    | 연출          |      |
| 1999     | KBS2 | 부부클리닉 사랑과 전쟁                   | 연출          |      |
| 2004     | KBS1 | 불멸의 이순신                            | 연출          |      |
| 2007     | KBS2 | 경성스캔들                               | 연출          |      |
| 2007     | KBS2 | 싱글파파는 열애중                        | 기획          |      |
| 2009     | KBS2 | 남자 이야기                              | 책임 프로듀서 |      |
| 2009     | KBS2 | 아가씨를 부탁해                          | 책임 프로듀서 |      |
| 2011     | KBS2 | 특별수사대 MSS                           | 책임 프로듀서 |      |
| 2011     | KBS2 | KBS 드라마 스페셜 - 클럽 빌리티스의 딸들 | 연출          |      |
| 2019     | KBS2 | 사랑은 뷰티풀 인생은 원더풀              | 연출          |      |
| 2023     | KBS2 | 진짜가 나타났다!                         | 연출          |      |